# Şayeste Hanım
Şayeste Hanım (1836 Suchumi - 11. února 1912 Istanbul) byla osmanská konkubína a manželka sultána Abdülmecida I.

## Život
Narodila se v roce 1836, jako dcera abchazského prince Tataşe Beye Inalipa a jeho ženy Sarey Hanim. Poté, co jako malá o oba rodiče přišla, vzal jí a její sestru Fatmu Mihrifelek Hanım jejich strýc do Istanbulu, kde je svěřil venkovské ženě v paláci Topkapi. Ta ji přejmenovala, dala jí důkladnou muslimskou i tureckou výchovu a učila ji správnému chování v harému, kam byla poté poslána. Zde také dospěla v krásnou mladou ženu. V jejích čtrnácti letech poznala sultána Abdülmecida, který se s ní roce 1852 oženil.
Po roce manželství se jí narodil syn, princ Abdullah (zemřel v devíti letech). V roce 1856 porodila dceru, Naile Sultan. Po porodu věnovala svůj čas dětem. Sultán Abdülmecid zemřel v roce 1861. Po smrti sultánovy konkubíny Gülüstü Hanim, se ujala jejího syna Mehmeda, kterého vychovala. V roce 1880 provdala svou dceru Naile v paláci Dolmabahçe za Çerkeşe Mehmeda Paşu.
Jako nejdéle žijící konkubína sultána Abdülmecida zemřela 11. února 1912 v Istanbulu a byla pohřbena v mauzoleu Yahyi Efendiho.